# Casa Grande de Lentille
La Casa Grande de Lentille es un pazo situado en la parroquia de San Lourenzo da Pena en el ayuntamiento de Cenlle. Se asienta sobre una zona muy rocosa, siendo las propias peñas parte de la cimentación de la casa y en el ángulo este de la construcción, bajo la solaina, se asientan grandes peñas, confundiéndose con el diseño del edificio. Muy cerca, se encuentra el pazo conocido como Casa dos Toubes.

## Descripción
En la actualidad tiene planta en forma de U, con las crujías laterales de distinta longitud. La planta actual es fruto de modificaciones hechas en distintas épocas, a pesar de eso aún se puede ver el uso de materiales nobles y bien labrados, indicativo de las primeras construcciones en contraposición con las construcciones modernas añadidas o injertadas en los cuerpos más antiguos. Ejemplo de esto son las ventanas con montante, en correspondencia con el ancho de aquellas.
La fachada principal actual es la que mira al sureste, con un murallón de cierre de reducida longitud, con portada y almenas. Sobre la portada de entrada se ve el escudo de armas.
El piso más alto tiene tres ventanas, con sus respectivos montantes, y dos balcones desde los que se puede admirar una panorámica que alcanza hasta Ribadavia y localidades circundantes.
- La fachada nordeste comienza con una solana que se apoya en un solo pilar de sección cuadrada, hecho de buenos perpiaños y continúa con un lienzo de pared construido en perpiaño basto, con cuatro vanos en su piso superior.
- La fachada noroeste tiene vanos y una puerta que comunica la cocina con la finca.

Traspasado la portada nos encontramos en el patio exterior. Las tres alas las recorre interiormente una solaina interior, en forma de U, que da al patio siguiendo la disposición de las crujías. Se apoya sobre arquerías sostenidas por pilares, canzorros y pequeñas ménsulas que sobresalen en los sobrazos de los arcos. Toda la solana se cubre con tejado, prolongación del de la casa, sobre un gran alero de madera que se apoya en esbeltas columnas de piedra pseudodóricas o capiteles-zapata.
En la planta baja, desde los arcos se accede a los habitáculos dedicados al servicio y usos agrícolas, y a través de la propia solana se accede la planta alta dedicada a habitación y uso señorial, con una serie de salones intercomunicados entre sí, como es habitual en la mayoría de los pazos.
La cubierta del edificio es la cuatro aguas en teja que se une al propio edificio mediante cornisa moldurada. Tres chimeneas de distinta tipología se levantan sobre el tejado. La de la cocina con seis finales piramidais, la central de sección circular rematada con una pequeña cúpula con respiradoiros y artístico pináculo de peana, pirámide y bola.
En el interior destaca por su conservación la cocina, con lar y campana pequeña de una piedra que descansa sobre una gruesa columna con capitel y plinto moldurados, y colocada en ángulo. La cocina conserva el horno y el pavimento enlosado. El conjunto conserva restos de un antiguo lagar y una capilla, aunque también cuenta con un oratorio situado en un de los salones, enmarcado bajo arco de medio punto peraltado y dotado de un pequeño y artístico retablo de madera.
Como edificios secundarios señalar la bodega y una fuente en construcción abovedada de piedra.